# Тёмный скар
Тёмный скар или Смуглая рыба-попугай  (лат. Scarus niger) — вид лучепёрых рыб семейства рыб-попугаев.

## Описание
В зрелом возрасте рыба составляет примерно 23—24 см в длину и весит около 240 г. Максимальная длина тела составляет 40 см.
В спинном плавнике 9 колючих и 10 мягких лучей. В анальном плавнике 3 колючих и 9 мягких лучей.

## Размножение
Темный скар — протогинический гермафродит, о чём свидетельствуют случаи, когда доминирующая самка в группе, состоящей только из самок, превращалась в самца. В нерестовый период самец и самка образуют пары. После 5 стадий созревания гонады рыб в среднем весят 2,54 г. После размножения гонады уменьшаются в размере до тех пор, пока они не будут весить в среднем 0,37 г. Нерест единовременный.
Особи часто живут по одиночке, но самцы могут также жить в небольшой группе спаривающихся самок.

## Питание
Тёмный скар питается в основном водорослями, обитающими на твердом субстрате и мертвых кораллах. По сравнению с другими видами рыб-попугаев, у них относительно высокая скорость кормления — около 98,9 поклевок за 5 минут; однако в то же время они имеют относительно небольшой рабочий объём — 0,002 см3. Он очень мало способствует биоэрозии по сравнению с другими рыбами-попугаями, в среднем около 2,5 ± 0,9 см3 в час. Этот вид не придерживается какого-либо установленного режима кормления, но имеет тенденцию чаще кормиться утром и днем, а не в полдень и на закате. Кратковременный ареал кормления сумеречной рыбы-попугая составляет от 4,9 ± 3,6 м2 до 33,5 ± 5,9 м2.. Более плотные коралловые пятна, которые обеспечивают больше укрытия для рыб, приводят к сокращению ареала кормления, а также к более плотным популяциям. По сравнению с другими видами рыб-попугаев, тёмный скар имеет тенденцию быть менее агрессивным и сокращает свой диапазон кормодобывания, когда находится в среде с высокой плотностью рыб-попугаев. Негативное влияние конкуренции между рыбами-попугаями на рыб-попугаев сильнее, чем выгоды, получаемые от группового кормодобывания, такие как снижение риска хищничества. Эти изменения в ареале кормодобывания указывают на то, что смуглая рыба-попугай способна вносить небольшие изменения в свое поведение на пастбище в условиях краткосрочного беспокойства; однако неясно, могут ли эти компенсаторные механизмы противостоять значительным изменениям в среде обитания рыб.

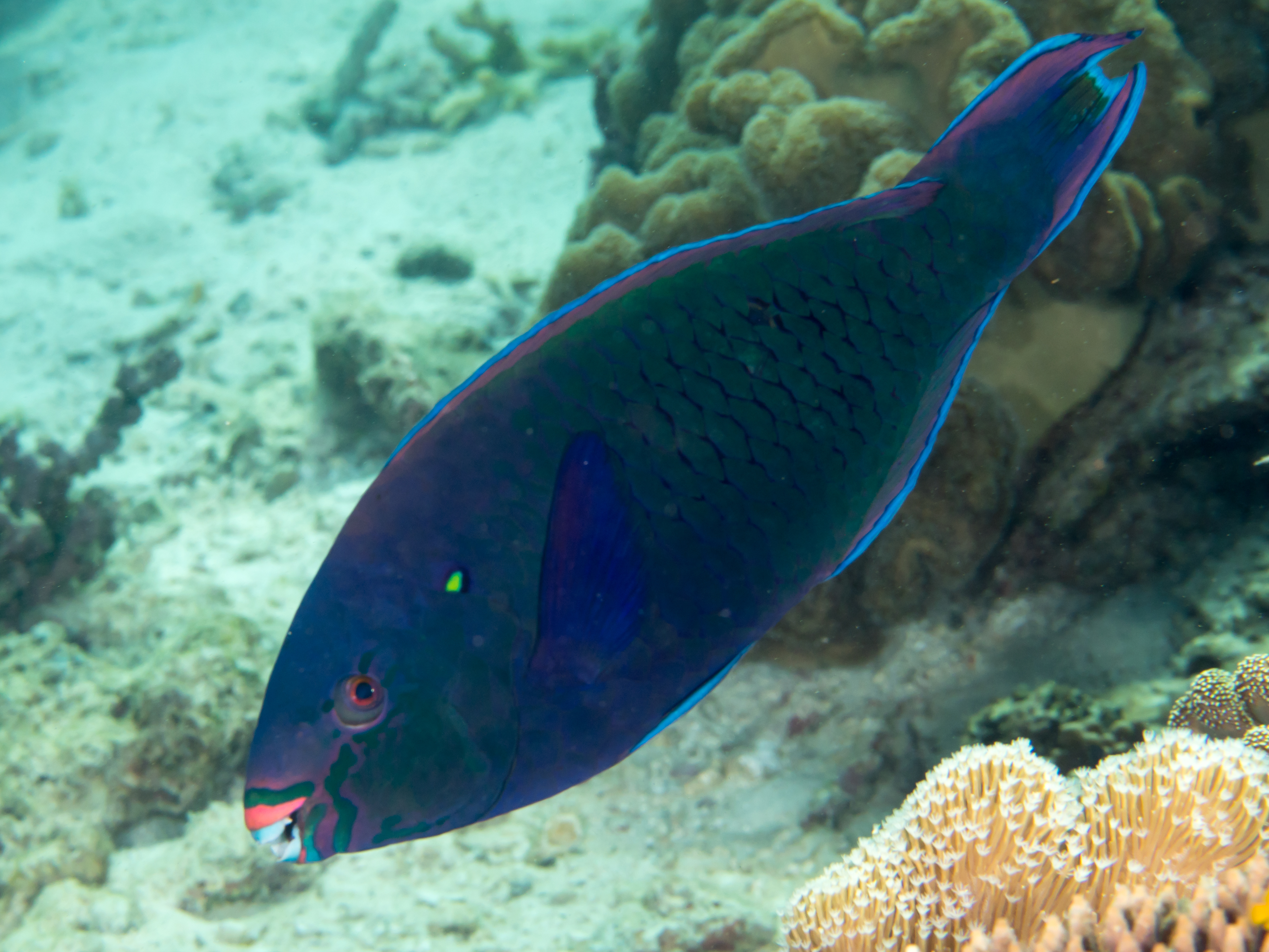

Морские травоядные животные, такие как тёмный скар, полагаются на эндосимбиотические микроорганизмы для переваривания углеводов. В аэробных условиях бактерии сбраживают углеводы и производят короткоцепочечные жирные кислоты (КЖК). Впервые изученные на позвоночных травоядных, КЖК также позволяют морским травоядным дополнительно переваривать углеводы, которые не расщепляются пищеварительными ферментами. Этот процесс может обеспечить до 30 % основной метаболической энергии, необходимой организму. Основной КЖК, обнаруженной в плазме тёмного скара, был ацетат в диапазоне от 0,45 ± 0,11 мМ до 3,80 ± 1,89 мМ, что свидетельствует о том, что тёмные скары используют микробное пищеварение.

## Экология
Присутствие тёмного скара в больших и малых рифовых сообществах способствует разнообразию и, следовательно, устойчивости экосистемы. Экосистема рифа может резко измениться в отсутствие тёмного скара. После экстремальных климатических явлений, таких как циклоны, меняется тонкая динамика рифов, включая выпас травоядных рыб. В 2011—2012 гг. после серьёзных климатических изменений выпас растительноядных рыб, в том числе тёмных скаров, сократился более чем на 90 %. Хотя эти изменения не были заметны, они делают экосистему рифов очень нестабильной, и многие рифы могут оказаться на грани разрушения. Уменьшение выпаса может вызвать образование водорослей, которые не ощутимы для тёмных скаров.

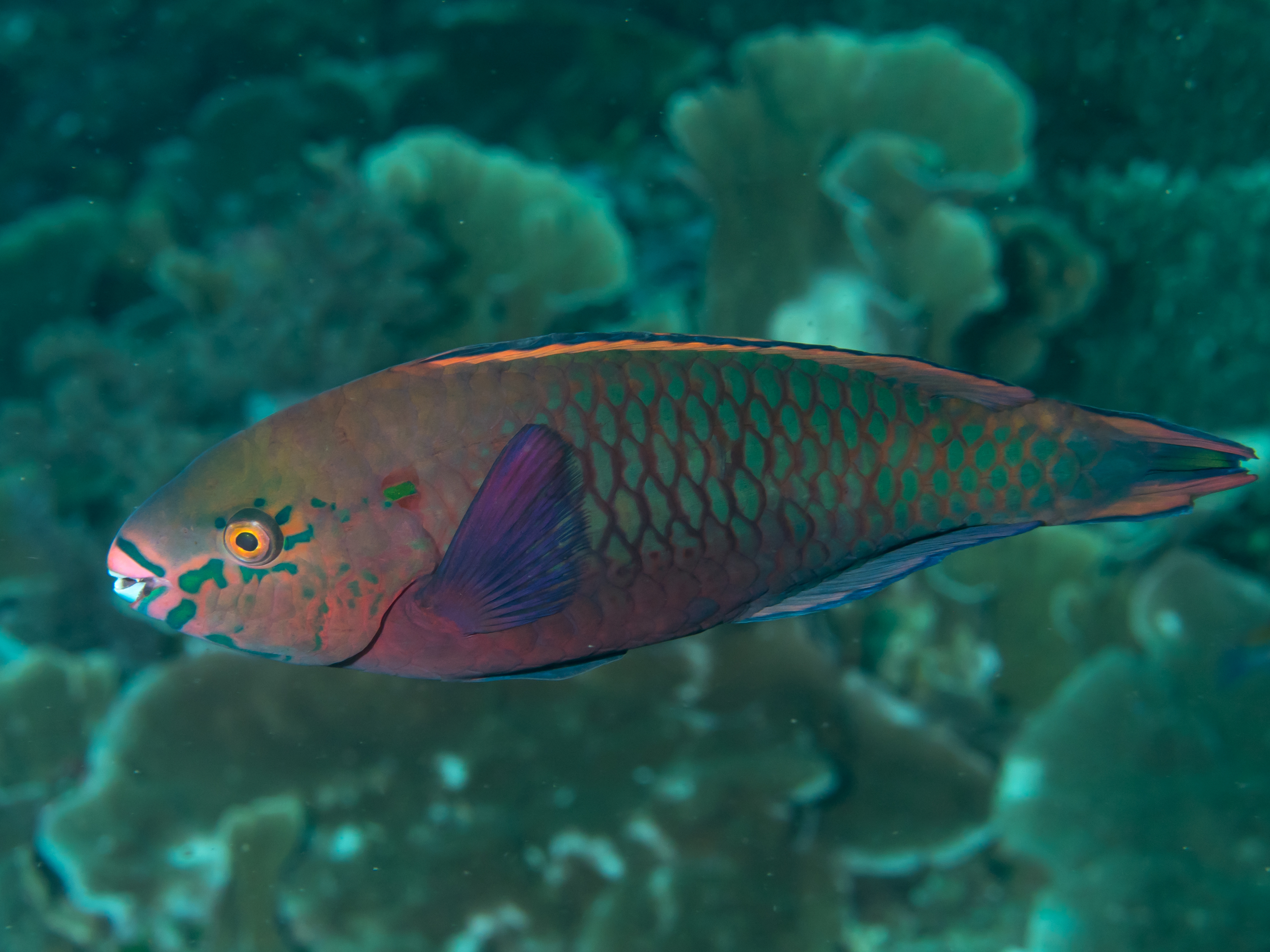

## Распространение
Встречается в Индо-Тихоокеанской области, от Красного моря до севера Японии, на юге Австралии и востоке Французской Полинезии. Обитает в разных зонах коралловых рифов на глубинах от 2 до 20 метров. Тёмных скаров не так много ловят, поэтому динамика их популяции, скорее всего, определяется средой обитания и пополнением.